# Trg heroja u Budimpešti
Trg heroja nalazi se u peštanskom dijelu Budimpešte, i to u četvrti Terezvaroš. Trg je sam po sebi jedan od najimpresivnijih otvorenih prostora u Budimpešti, a također je najpopularniji i najveći. Nalazi se na kraju Andraševe ulice koja je pod zaštitom UNESCO-a, a na samom trgu započinje ulaz u Gradski park. 
Albert Shickendanz je arhitekt koji je uz pomoć kolege Filipa Hercoga i kipara Györgya Zale napravio cijeli projekt.
Trg je popločan velikim pravilno geometrijskim bijelim ornamentima na sivoj podlozi, koji izgledaju poput ogromnog veza, što gledano iz ptičje perspektive, izgleda vrlo privlačno. 

## Milenijski spomenik
Na centralnom dijelu trga nalazi se Milenijski spomenik, najznačajniji nacionalni spomenik čiji centralni dio zauzima graciozan, žljebasti, 36-metarski, korintski stup, na čijem se vrhu, tj. kapitelu, nalazi krilati kip arkanđela Gabrijela, dok u pozadini stupa možemo vidjeti 85-metarske kolonade, koje osim strukturalne, u ovom slučaju imaju i dekorativnu vrijednost. Koncept Milenijskog spomenika bazira se na ranijima Shickendanzovim djelima, a stilski se oslanja na tradicionalan stil gradnje s dijelovima koji podsjećaju na povijesne stilske forme, u ovom slučaju antičke, što je bila oznaka kiparstva na prijelazu iz 19. u 20. stoljeće. 
Ispred njega nalazi se Spomenik heroja, prazna grobnica, a podignut je u spomen nepoznatima palim borcima u ustanku 1956. godine. Na vrhu stupa nalazi se raskošan krilati kip arkanđela Gabrijela, koji je, prema Bibliji, jedan od trojice arkanđela koji objavljuju ljudima božje odluke, a i njegovo ime znači "Božji čovjek" ili "Božja snaga". Tako se prema legendi arkanđeo ukazao u snu Vajku i rekao mu da mora postati kralj, i tada Vajk uzima ime Stjepan, tj. Ištvan, i proglašava se za prvoga ugarskog kralja. U jednoj ruci kipa nalazi se sveta mađarska kruna, a u drugoj dupli apostolski križ koji prikazuje jedinstvo mađarske države i katoličke crkve. Postoji objašnjenje da dupli križ predstavlja ujedinjenu crkvenu i svjetovnu moć sv. Stjepana. Promjenu na prijestolju iskoristili su nazadovoljni rodovski starješine koji dižu bunu protiv kršćanstva i novog poretka, ali je ta bitka bila krvavo ugušena. Nakon tih pobjeda Stjepan se prvi dan novog tisućljeća kruni za kralja kada se cijela Europa plaši smaka svijeta i dolaska Antikrista.
Izgradnja Milenijskog spomenika je počela 1896. godine povodom obljetnice 1000 godina dolaska mađarskih osvajačkih plemena u područje karpatskog bazena i panonske nizine, a pod vodstvom Arpada, prvog velikoga kneza, čiji kip se nalazi na podignutoj bazi u podnožju stupa, koji je okružen sa šest kipova konjanika koji zajedno s Arpadom predstvljaju vođe mađarskih osvajačkih plemena. Iako su bili malobrojni, bilo im je lakoizvedivo pokoriti raštrkano stanovništvo. Njihov dolazak s jedne strane spriječio je širenje njemačke države na istok, a s druge je strane razdvojio sjeverozapadne slavene od južnih. U doba doseljenja mađarskih nomadsko-stočarskih plemena, neki od mađarskih glavara već su primili kršćasnku vjeru posredovanjem Bizanta. Arpadov praunuk Geza priklonio se zapadu i primio kršćanstvo zapadne crkve. Unutarnji otpor zemlje kristianizaciji ugušio je pomoću svećenika i njemačkih vitezova koje je nagrađivao s darivanjem zemlje. Njegov rad nastavlja njegov sin Vajk.
Spomenik je dobio nagradu "Grand Prix" na Svjetskoj izložbi 1900. godine u Parizu.

## Kolonade
Iza Milenijskog spomenika mogu se vidjeti dvodjelne kolonade između čijih stupova se nalazi 14, s lijeva na desno, kronološkim slijedom poredanih kipova kraljeva i istaknutih povijesnih ličnosti Mađarske, počevši od Svetog Stjepana pa sve do vođe revolucije u 19. stoljeću, Lajosa Kossutha. 
Ispod svakog od tih kipova nalazi se brončani reljef koji prikazuje najznačajnije scene iz njihovih života. Pri originalnoj izvedbi spomenika u kolonadama nalazilo se i pet kipova Habsburgovaca, ali su oni po komunističkoj direktivi, poslije 2. svjetskog rata, uklonjeni.
Na krajevima obiju kolonada nalaze se četiri alegorijske skulpture, koje s lijeva na desno predstavljaju: rad i napredak, rat i mir u dvije nasuprotne kočije i čast i slavu. Cjelokupan spomenik imao je namjenu glorificiranja dvojne monarhije i prikazuje kontinuitet tisućljetnoga opstanka kraljevstva i kraljevski ponos.